# 米信
米信（928年—994年），名海进。奚族，中国北宋初年大将。

## 生平
米信少年时勇敢强悍，以善於射箭闻名。在後周，隶属于护圣军。从周世宗参加高平之战，以功迁龙捷都头。赵匡胤总领禁兵，他隶属于赵匡胤麾下，由米海进改名米信。宋朝建立，历任殿前指挥使、内殿直指挥使等。宋太宗即位，转散都头指挥使。太平兴国四年（979年），从太宗攻北汉，受命为行营马步军指挥使，与田重进分督行营诸军。宋朝灭北汉平太原，又移兵攻打辽国幽州，还师，以功擢升为保顺军节度使。雍熙三年（986年），为幽州西北道行营马步军都部署，率兵出雄州，与曹彬、田重进三路攻契丹征伐幽蓟，先在新城败契丹兵；契丹率众再战，大军稍稍退却，米信独自率领麾下三百卫卒御敌，敌人包围数重，箭如雨下，米信射中数人，手持大刀率领跟从的骑兵，杀敌数十人，率领百余骑兵突围。法犯失律，改任右屯卫大将军。后贬为彰武军节度使。端拱二年（988年），改镇横海军。因多行不法，强买强卖，被御史弹劾询问。淳化五年（994年）卒，赠横海军节度使。

## 家族
- 父：米承德，贈太子太師

据家谱记载，米信有三个儿子：
- 米璞，又名米福德。娶宋太祖同母妹燕國長公主
- 米赟，又名米文义。
- 米继丰，內殿崇班、閤门袛侯，继承米信爵位，米信是米芾五世祖
  - 米氏，累封廣陽郡君，追封平原郡夫人，適萊州防禦使、東萊侯趙從恪

## 現代研究
中華人民共和國學者鄧小南與王子貴等人，認為米信可能是居住在奚族中的粟特人。

## 延伸阅读
[在维基数据编辑]
 《宋史·卷260》，出自脱脱《宋史》